# 北安普敦 (紐約州富爾頓縣)
北安普敦（英語：Northampton）是一個位於美國紐約州富爾頓縣的鎮。

## 人口
根據2020年美國人口普查的數據，北安普敦的面積為89.90平方千米，當中陸地面積為54.70平方千米，而水域面積為35.20平方千米。當地共有人口2472人，而人口密度為每平方千米27人。